# Larentia macerata
Larentia macerata là một loài bướm đêm trong họ Geometridae.